# Santa Eulalia de Batallanes
Santa Eulalia de Batallanes (oficialmente Santa Eulalia de Batalláns) es una parroquia española del municipio de Las Nieves, perteneciente a la provincia de Pontevedra, en la comunidad autónoma de Galicia.

## Toponimia
El lugar puede aparecer referido como «Santa Eulalia de Batallanes» y «Santa Eulalia de Batalláns».

## Historia
Hacia mediados del siglo XIX, el lugar, ya por entonces perteneciente a Setados, tenía contabilizada una población de 498 habitantes. Aparece descrito en el cuarto volumen del Diccionario geográfico-estadístico-histórico de España y sus posesiones de Ultramar de Pascual Madoz con las siguientes palabras:

BATALLANES (Sta. Eulalia de): felig. en la prov. de Pontevedra (6 1/2 leg.), dióc. de Tuy (3 1/2), part, jud. de Puenteareas (2 1/2) y ayunt. de Setados (1/2: sit. á la izq. del r. Tea; clima templado y sano: reune 89 casas que forman los l. de Furna, Fragua, Guille, Lentille, Pio, Portela, Presa y Viso. La igl. parr. (Sta. Eulalia) está servida por un curato de entrada, de patronato real y ordinario. El térm. confina con los de Ribarteme y Uma; el terreno participa de monte, arbolado y de pasto, y llanos de mediana calidad: los caminos locales, asi como los de travesia, se hallan en regular estado: el correo se recibe de la cap. del part.; prod.: maiz, centeno, vino, patatas, algunas legumbres, hortalizas y frutas: cria ganado vacuno, lanar, caballar y de cerda: hay caza de perdices, liebres, conejos, pitorras, codornices y algunos lobos; se pescan anguilas y otros peces; ind.: la agricola y un molino harinero; pobl.: 88 vec., 498 alm.; contr.: con su ayunt. (V.).
(Madoz, 1846, p. 73)

En 2022, tenía empadronados 149 habitantes.